# Enåsa kyrka
Enåsa kyrka, även Sanct Canutus, är en kyrkobyggnad som sedan 2004 tillhör Lyrestads församling (tidigare Enåsa församling) i Skara stift. Den ligger i den norra delen av Mariestads kommun och är från 2018 stängd tills vidare.

## Kyrkobyggnaden
Tidigare fanns på platsen en medeltidskyrka med timrat vapenhus. Nuvarande kyrka invigdes 1786 och byggdes på initiativ av landshövdingen Fredrik Spens (1721-1795), vilken även bekostade kyrkan. Kyrkan ritades av arkitekten Olof Tempelman och består av långhus med tresidigt avslutat kor i öster. I väster finns kyrktorn med tornhuv och lanternin. Kyrka och gravkor är utsmyckade av Tempelman.

## Inventarier
- Ett par träskulpturer föreställande en madonna och en helig kung är från sent 1200-tal och utförda av samma bildhuggare. Madonnaskulpturen är i lind, 99 cm hög och bemålad. Kristusbarnet saknas. [2]
- En ljuskrona från senmedeltiden är smidd i järn.
- En mässhake från 1400-talet kommer från Westfalen. Dess broderier avbildar den korsfäste Kristus samt helgon.

## Orgel
Kyrkans första orgel byggdes 1786 av Johan Ewerhardt d.ä. i Skara. Den eleganta förgyllda fasaden är bevarad i tillbyggt skick. Nuvarande orgel byggdes 1934 av M. J. & H. Lindegren, Göteborg.
| Manual I (C-f3) | Manual II (C-f3)    | Pedal (C-d1) | Koppel    |
| --------------- | ------------------- | ------------ | --------- |
| Principal 8'    | Rörflöjt 8'         | Subbas 16'   | II/I      |
| Borduna 8'      | Salicional 8'       |              | I/P       |
| Octava 4'       | Flûte octaviante 4' |              | II/P      |
|                 |                     |              | II 16'/II |
|                 |                     |              | I 4'/I    |

Crescendosvällare för hela verket, automatisk pedalväxling samt forte. Kalkant.

## Bilder

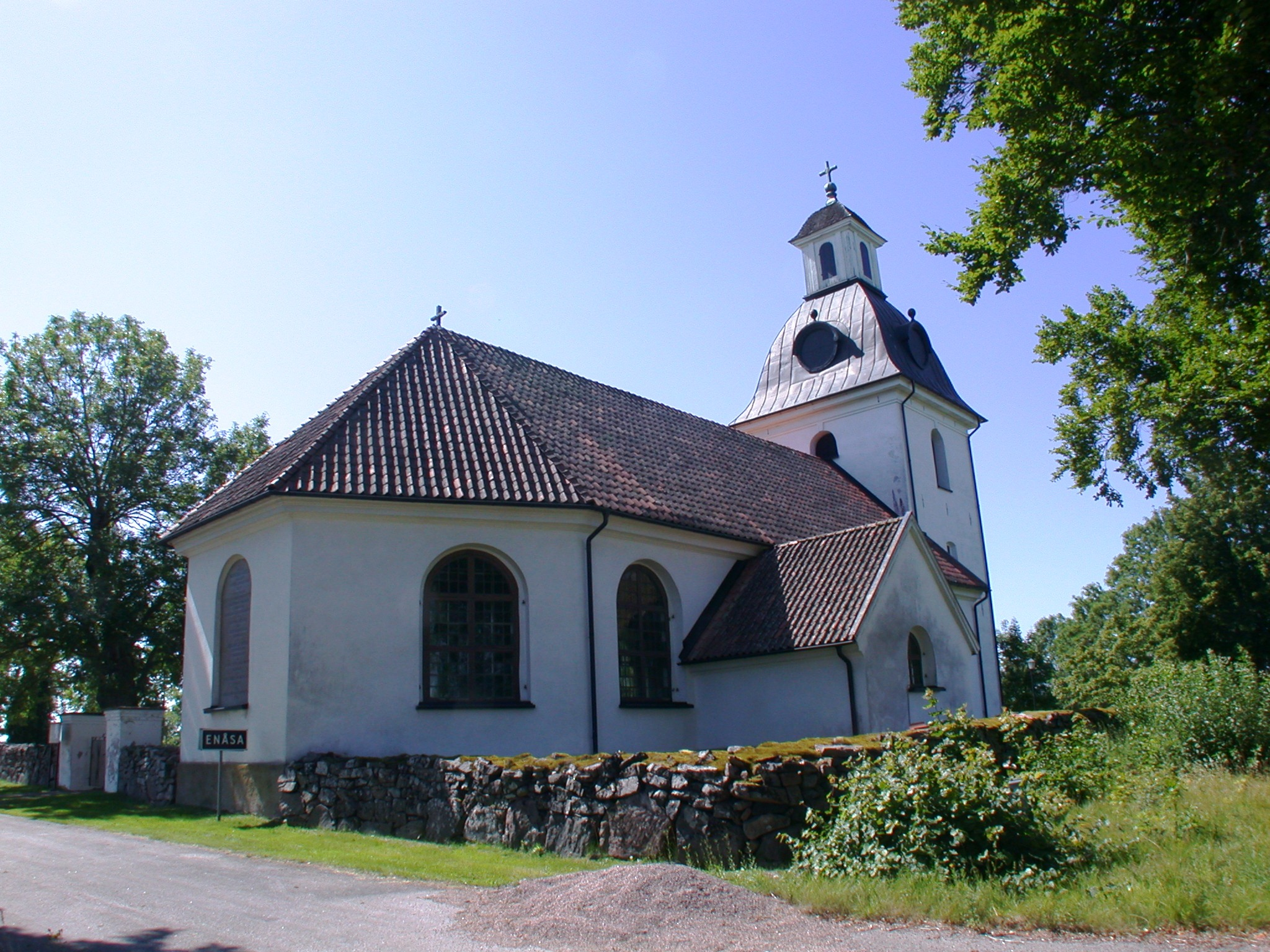
Kyrkan från nordost
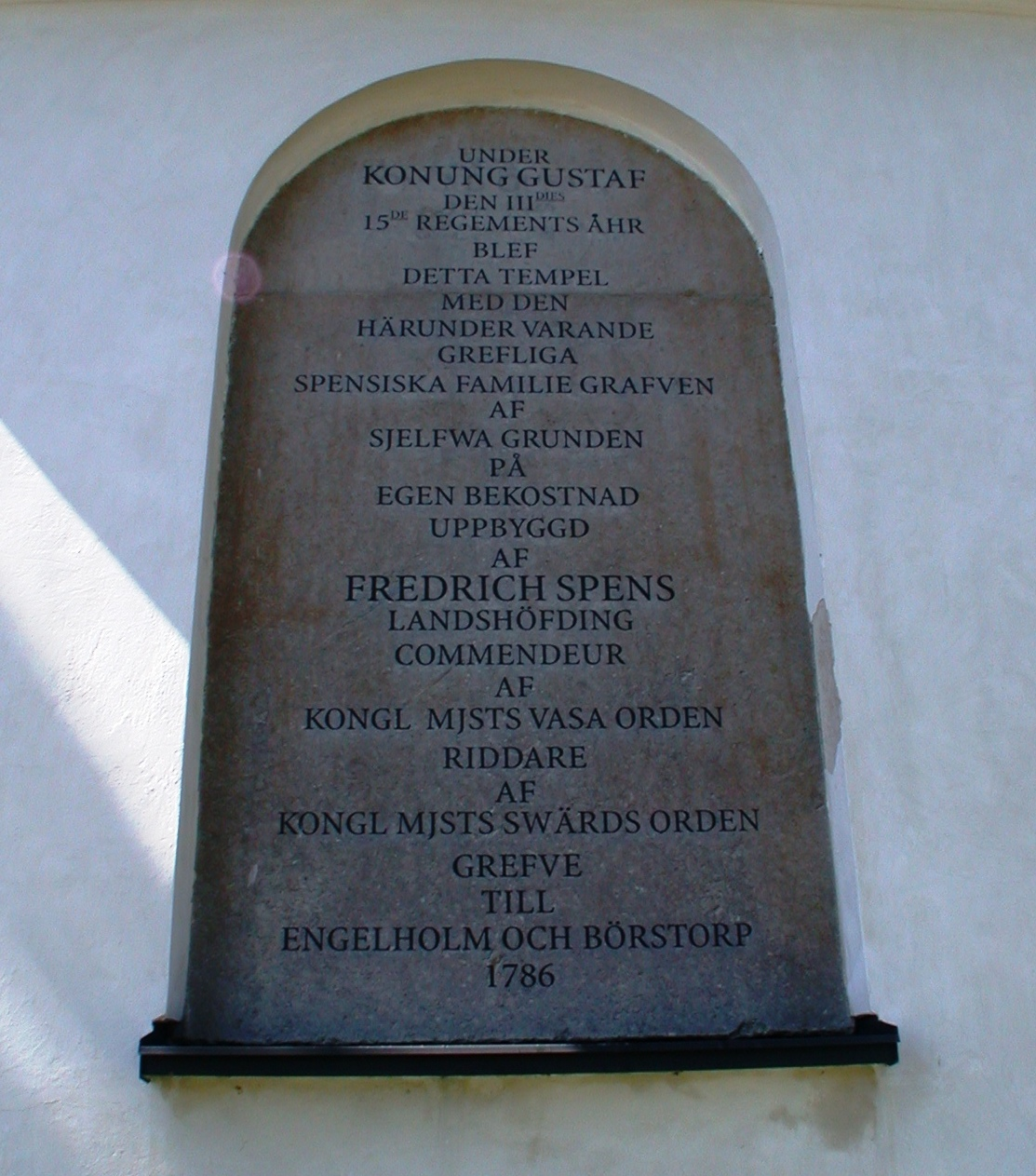
Minnestavla
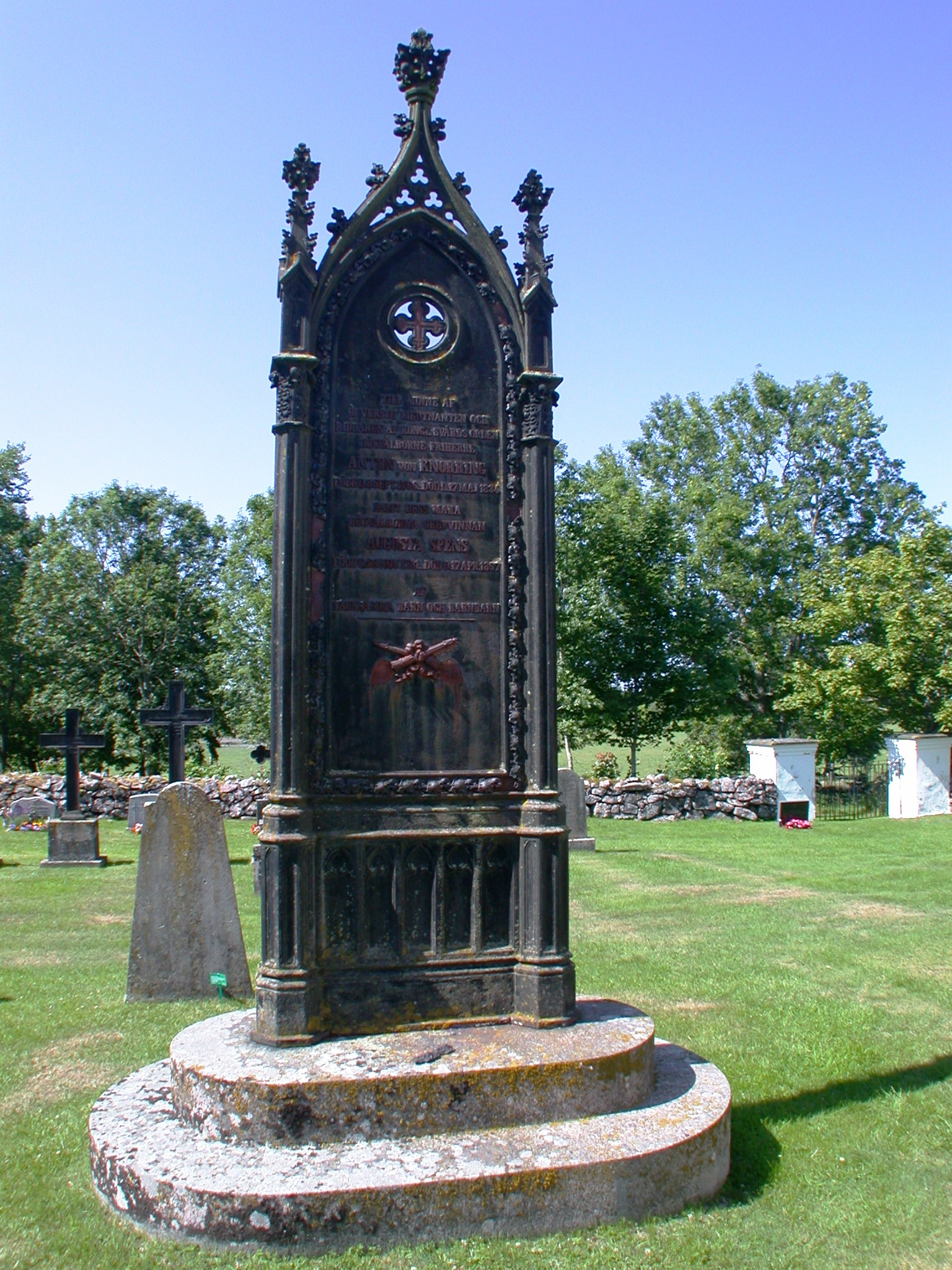
Gravsten för äkta makarna Anton von Knorring och Augusta Spens
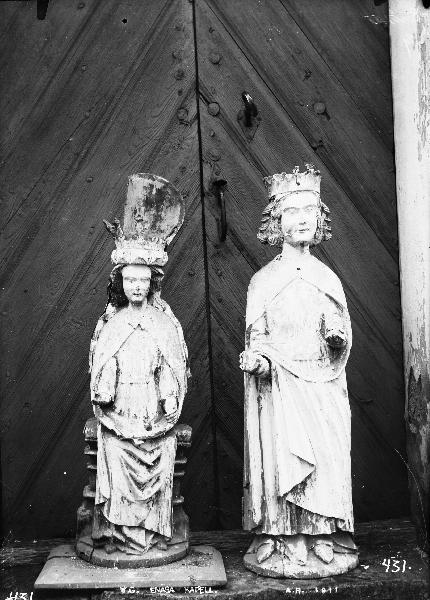
Träskulpturerna från 1200-talet